# Apostolicum pascendi

Wappen Papst Clemens’ XIII.

Apostolicum pascendi ist der Titel einer Päpstlichen Bulle aus dem Jahre 1765 mit der Papst Clemens XIII., trotz großer politischer Widerstände, den Orden der Jesuiten bestätigt.

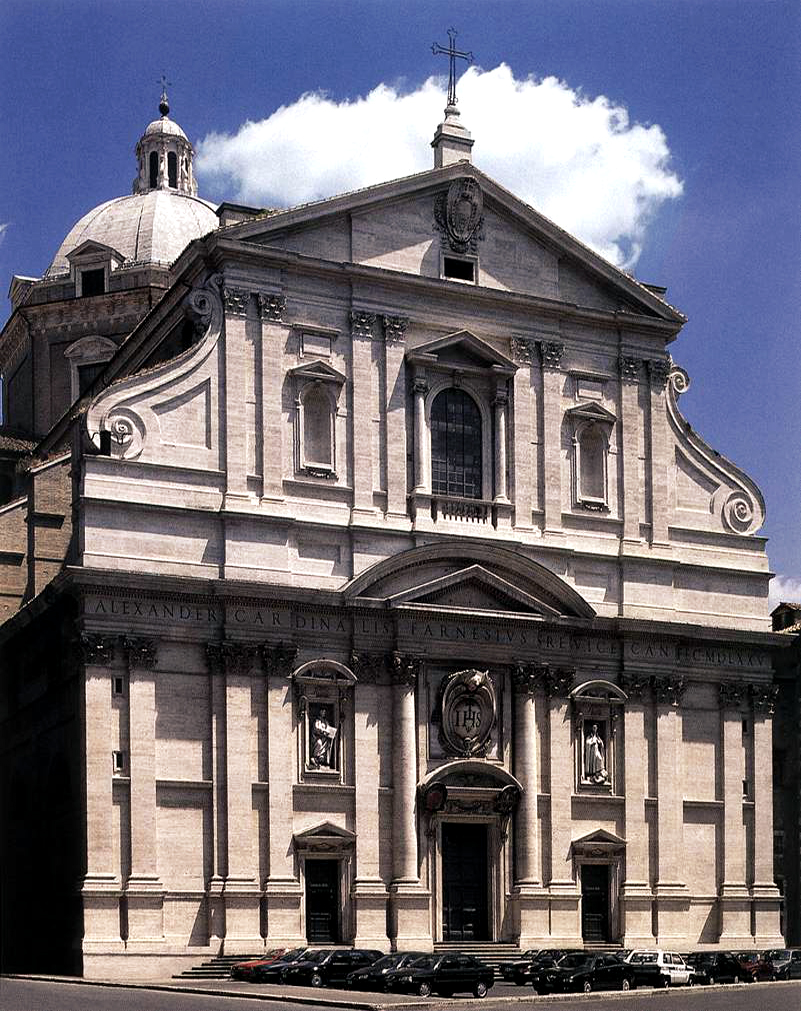
Il Gesù in Rom – Mutterkirche des Jesuitenordens

## Verteidigung des Jesuitenordens
Nachdem der Jesuitenorden, speziell in Frankreich, 1764 unter politischen und innerkirchlichen Druck durch Ludwig XV. geriet, sah sich Papst Clemens XIII. veranlasst einzuschreiten. Mit dieser Bulle wandte sich der Papst gegen die Angriffe auf die Gesellschaft Jesu und verurteilte die erhobenen Verleumdungen. Aus diesem Anlass lobte er die Arbeit der Jesuiten und hob deren Tätigkeit besonders in den Diözesen hervor. Um die Jesuiten vor weiteren Angriffen zu schützen, bestätigte er nochmals den Orden, so wie er ursprünglich gegründet worden war. Er befürwortete deren Arbeitsmethode und unterstrich seine Solidarität mit den Ordensmitgliedern.